# Diplurodes triangularis
Diplurodes triangularis là một loài bướm đêm trong họ Geometridae.